# Parosphromenus sumatranus
Parosphromenus sumatranus je drobná sladkovodní paprskoploutvá ryba z čeledi guramovití (Osphromenidae). Pochází z černých vod Indonésie. V systému IGL je řazena do skupiny B.